# Robert Krier
Robert "Rob" Krier, född 10 juni 1938 i Grevenmacher, Luxemburg, död 20 november 2023 i Berlin, var en luxemburgsk arkitekt, arkitekturteoretiker, stadsplanerare och skulptör.
Krier studerade vid tekniska universitetet (TUM) i München mellan 1959 och 1964 och praktiserade därefter vid Oswald Mathias Ungers kontor i Köln och Berlin. Mellan 1970 och 1973 var han assistent vid universitetet i Stuttgart och fick 1976 tjänsten som professor inom arkitektur vid universitetet i Wien.
Krier blev berömd som arkitekturteoretiker 1975 då hans bok "Stadtraum" publicerades, som starkt kritiserade modernismens stadsbyggande och i stället förespråkade den traditionella stadsstrukturen. Detta har sedan dess genomsyrat Kriers produktion, som finns representerad i stora delar av Europa. Hans stil är influerad av postmodernismen med en starkt historisk förankring.
Han promoverades till teknologie hedersdoktor vid Kungliga Tekniska högskolan 1989.
Robert Krier var bror till arkitekten Léon Krier.